# Alfa Romeo Brera

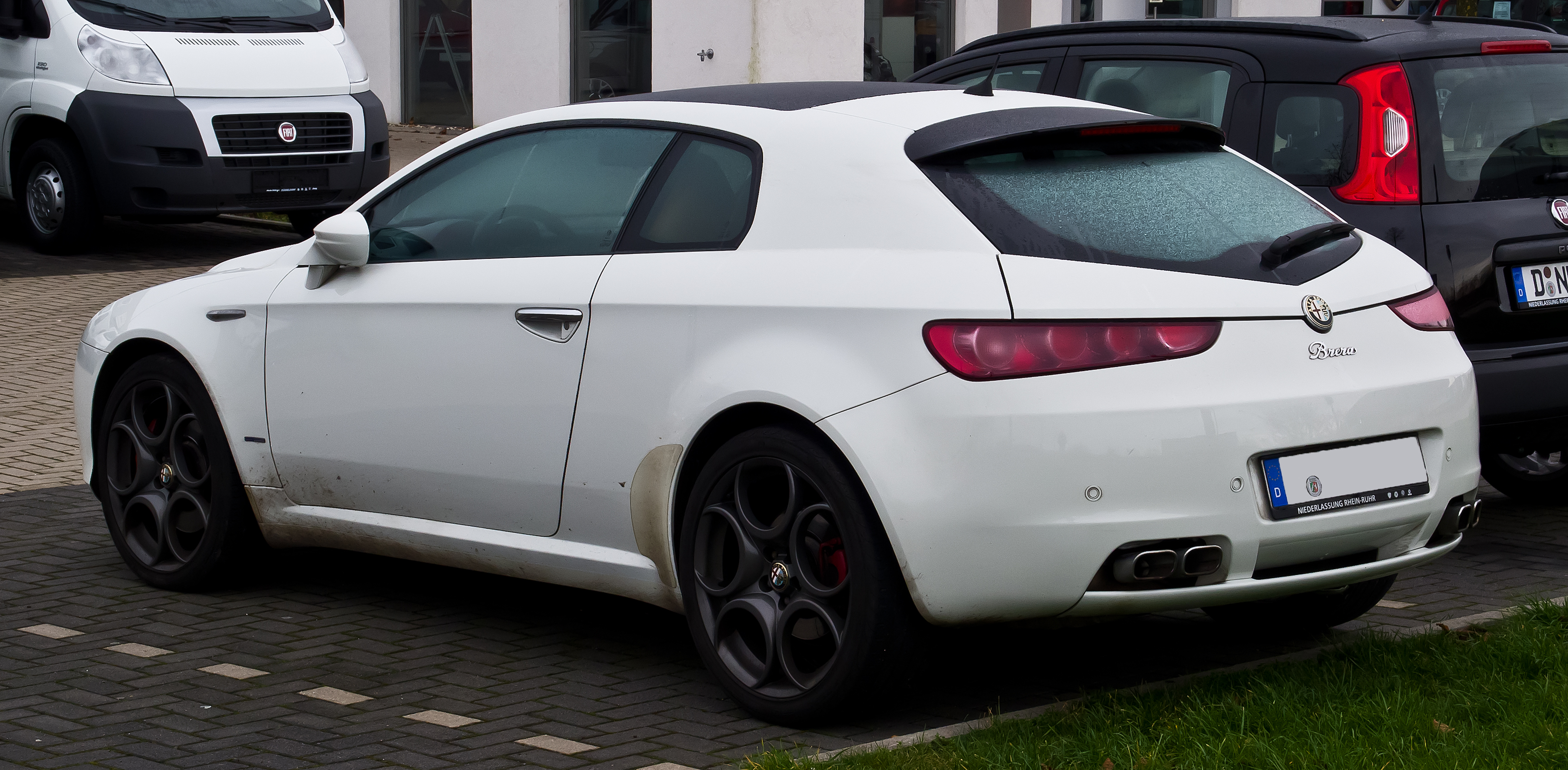
Heckansicht

Der Alfa Romeo Brera ist ein Shooting-Brake-Sportcoupé der italienischen Automobilmarke Alfa Romeo. Brera ist der Name eines Stadtviertels in Mailand, in dem sich unter anderem das Kunstmuseum Pinacoteca di Brera befindet. Der Brera wurde in Deutschland erstmals auf der 15. Auto Mobil International in Leipzig (2. bis 10. April 2005) präsentiert. Rund drei Jahre zuvor hatte Alfa Romeo das von Italdesign Giugiaro gezeichnete Coupé auf dem Genfer Auto-Salon noch als Studie vorgestellt.
Die technische Grundkonzeption teilt sich das Coupé in wichtigen Bereichen mit dem im Sommer 2005 erschienenen 159. Ab Ende 2005 wurde das Fahrzeug an Kunden ausgeliefert.
Die Cabrio-Version Spider erschien im Frühjahr 2006.

## Konzept-Modell
Der Brera wurde ursprünglich als Konzeptfahrzeug auf dem Genfer Auto-Salon 2002 vorgestellt, das von Giorgio Giugiaro von Italdesign Giugiaro entworfen wurde. Das Konzept wurde von einem Maserati-V8-Motor mit einer Leistung von rund 400 PS (294 kW; 395 PS) angetrieben. Der Brera erhielt positives Feedback, und Alfa Romeo kündigte daraufhin Produktionspläne für 2005 an.

## Versionen
Wie sein Vorgänger war der Brera zunächst mit zwei Ausstattungsvarianten erhältlich: „Medium“ und „Sky View“, wobei der Name des letzteren vom Panorama-Glasdach abgeleitet ist, das für die Top-Ausführung des Brera erhältlich ist. Im Jahr 2008 wurde eine spezielle Variante mit der Bezeichnung TI (Turismo Internazionale) eingeführt, die 19-Zoll-Leichtmetallfelgen, spezielle Abzeichen auf den vorderen Kotflügeln und in den vorderen Kopfstützen aufweist. Neben den größeren Rädern gab es auch größere Brembo-Bremsen und steifere Stoßdämpfer und Federn.

### Brera S

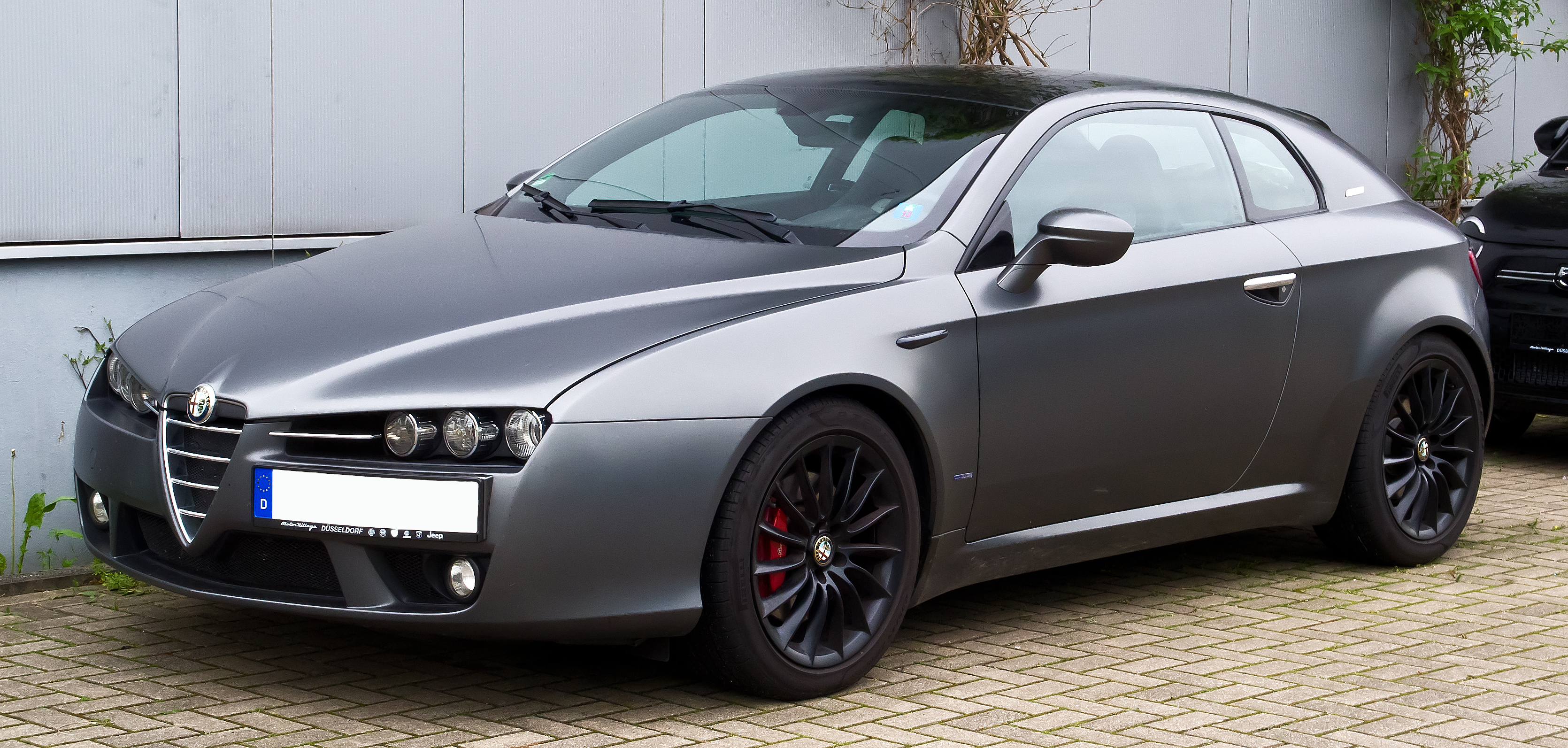
Alfa Romeo Brera Italia Independent

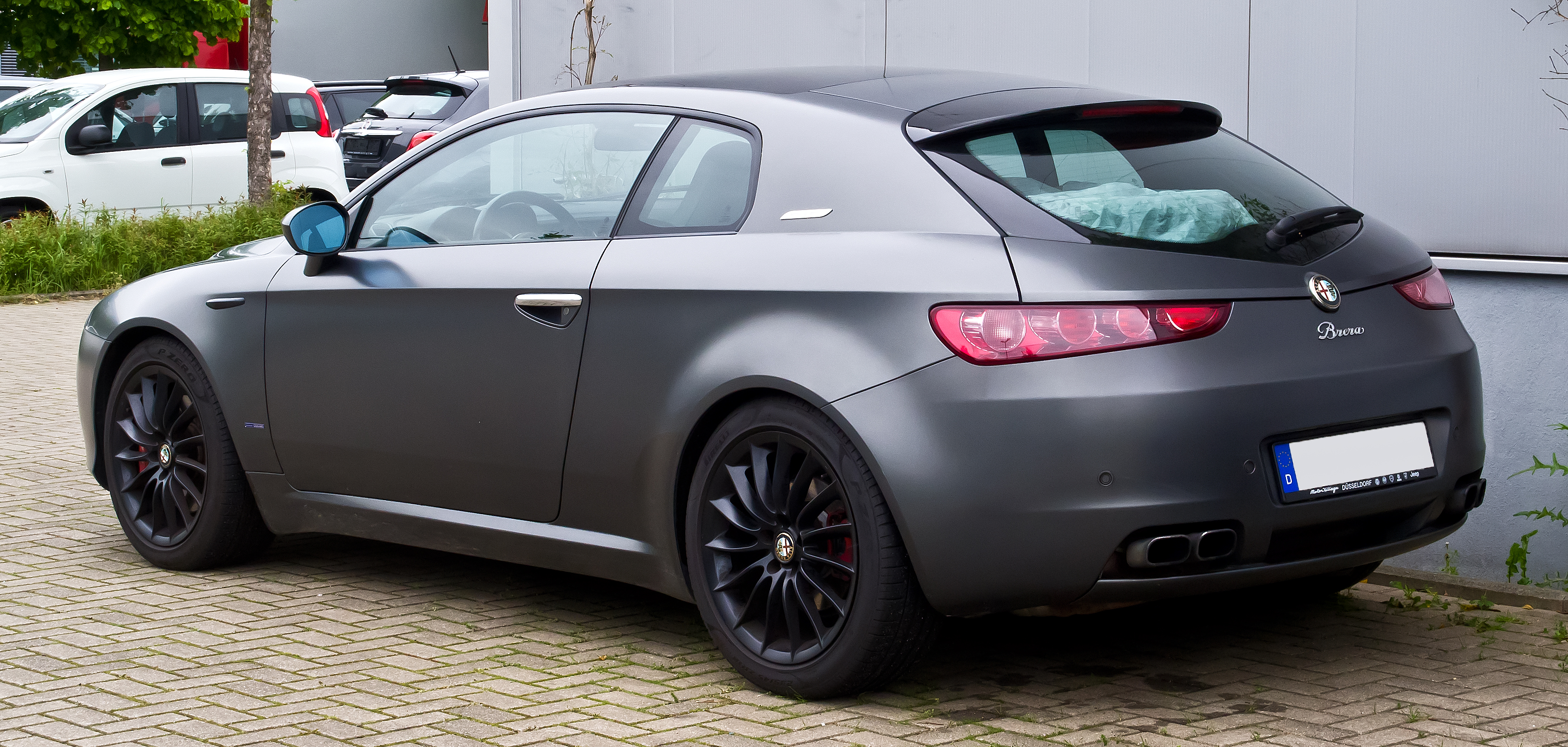
Heckansicht

Im Frühjahr 2008 wurde die Brera-S-Sonderausgabe angekündigt. Diese von Alfa Romeo zugelassene britische Version mit limitierter Auflage wurde vom britischen Ingenieursspezialisten Prodrive entwickelt und sollte Kritik am Fahrverhalten des Standardwagens ausräumen. Es wurden 500 Exemplare des Brera S hergestellt. Der Brera S wurde in 12 Monaten entwickelt, und die Fahrgestell- und Fahrwerkkomponenten sowie die Einstellungen des S wurden gegenüber dem Standardwagen geändert, wodurch sich die Fahreigenschaften änderten. Dazu gehören das Fahrwerk von Bilstein und Eibach, der Prodrive-Sportauspuff und spezielle 19-Zoll-Räder und -Verkleidungen. Alfa Romeo und Prodrive hatten zuvor im Motorsport zusammengearbeitet und 1994 und 1995 in der BTCC einen Alfa Romeo 155 im Einsatz.

### Brera Italia Independent
Im Jahr 2009 brachte Alfa Romeo in Zusammenarbeit mit Italia Independent, einer italienischen Designfirma im Besitz und unter der Leitung von Lapo Elkann, dem Enkel von Gianni Agnelli aus dem Fiat-Imperium, eine limitierte Auflage des Brera und des Spider heraus. Die auf 900 Exemplare limitierte und nach dem Partner von Alfa Romeo in diesem Unternehmen benannte Italia Independent Edition des Brera wurde mit Titanlackierung, 18-Zoll-Leichtmetallrädern im "Turbinen"-Stil und einem Aluminium-Tankdeckel angeboten. Die Innenausstattung war serienmäßig mit einem Sat-Nav-System ausgestattet, und der Innenraum hatte eine Kohlefaserverkleidung.
Der Italia Independent wurde mit 125 kW (170 PS) 2.0 JTDM, 154 kW (210 PS) 2.4 JTDM Diesel, 157 kW (214 PS) 2.4 JTDM Diesel (2009–2010) oder 147 kW (200 PS) 1.8 TBi, 136 kW (185 PS) 2.2 JTS, 191 kW (260 PS) 3.2-V6-Benzinmotoren und Sechsganggetriebe angeboten. Als Optionen wurden ein konventionelles 6-Gang-Schaltgetriebe, das automatisierte Schaltgetriebe "Selespeed" und das automatische Getriebe Q-Tronic angeboten, und der V6-Motor war auch mit dem Alfa-Romeo-Allradantrieb Q4 erhältlich.

## Modellpflege
Anfang 2008 wurde der Alfa Romeo Brera bezüglich einiger Details überarbeitet. Das von der Presse kritisierte zu hohe Gewicht wurde vor allem durch Modifikationen am Fahrwerk um 25 kg gesenkt. Ebenso kamen neue Integral-Sportsitze mit verbessertem Seitenhalt zum Einsatz. Mit dem Entfall der Ausstattungslinie Sky View, deren Panoramaglasdach Bestandteil des neuen Edizione-Pakets wurde, wertete Alfa Romeo die Basisversion durch Brembo-Bremsen und das elektronische Sperrdifferential Q2 bei den frontgetriebenen Modellen auf. Der 3,2-l-V6-Ottomotor war nun ebenfalls mit Frontantrieb erhältlich, das 6-Gang-Automatikgetriebe Q-Tronic für den Dieselmotor.
Weiterhin konnte beim überarbeiteten Brera der Kofferraum nun durch einen Druck auf das Markenlogo am Heck geöffnet werden, was vorher nur vom Innenraum aus möglich war.

### Produktionsende
Im Juli 2010 wurde die Produktion des Brera sowie des offenen Ablegers Spider (Typ 939) eingestellt. Ein Nachfolgemodell war nicht geplant.

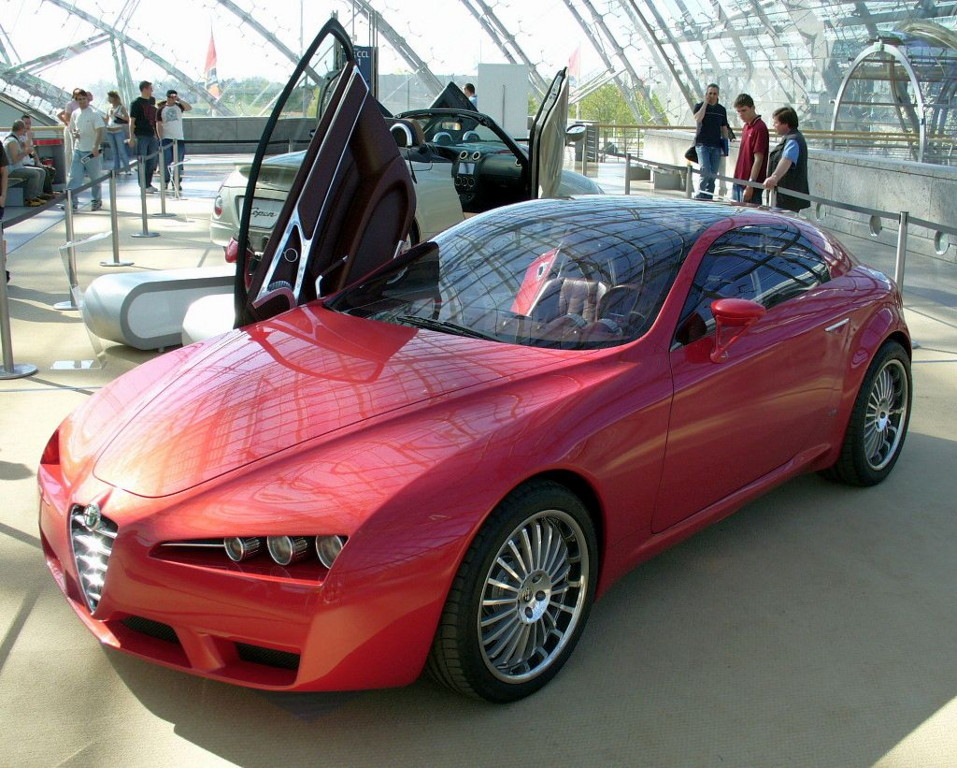
Alfa Romeo-Brera-Konzept-Modell

## Motoren
| Modell                  | Hubraum  | Motorart    | Motorbauform | max. Leistung bei 1/min  | max. Drehmoment bei 1/min | Beschleunigung, 0–100 km/h | Höchstgeschwindigkeit vmax | Bauzeit         |
| ----------------------- | -------- | ----------- | ------------ | ------------------------ | ------------------------- | -------------------------- | -------------------------- | --------------- |
| 1.8 TBi 16V             | 1742 cm³ | Ottomotor   | R4           | 147 kW (200 PS) bei 5000 | 320 Nm bei 1400           | 7,7 s                      | 235 km/h                   | 05/2009–07/2010 |
| 2.2 JTS 16V             | 2198 cm³ | Ottomotor   | R4           | 136 kW (185 PS) bei 6500 | 230 Nm bei 4500           | 8,6 s                      | 224 km/h                   | 12/2005–04/2009 |
| 3.2 JTS V6 24V          | 3195 cm³ | Ottomotor   | V6           | 191 kW (260 PS) bei 6200 | 322 Nm bei 4500           | 7,0 s                      | 250 km/h                   | 02/2008–07/2010 |
| 3.2 JTS V6 24V Q4       | 3195 cm³ | Ottomotor   | V6           | 191 kW (260 PS) bei 6200 | 322 Nm bei 4500           | 6,8 s                      | 244 km/h                   | 12/2005–07/2010 |
| 2.0 JTDM 16V            | 1956 cm³ | Dieselmotor | R4           | 125 kW (170 PS) bei 4000 | 360 Nm bei 1750           | 8,8 s                      | 218 km/h                   | 04/2009–07/2010 |
| 2.4 JTDM 20V (Q-tronic) | 2387 cm³ | Dieselmotor | R5           | 147 kW (200 PS) bei 4000 | 400 Nm bei 2000           | 8,3 s                      | 225 km/h                   | 05/2006–07/2010 |
| 2.4 JTDM 20V            | 2387 cm³ | Dieselmotor | R5           | 154 kW (209 PS) bei 4000 | 400 Nm bei 1500           | 7,9 s                      | 231 km/h                   | 01/2007–07/2010 |